# Dixie Kid
Dixie Kid (właśc. Aaron Lister Brown, ur. 23 grudnia 1883 w Fulton w stanie Missouri, zm. 6 kwietnia 1934 w Los Angeles) – amerykański bokser zawodowy.

## Życiorys
Miał naturalną wagę półśrednią, ale często mierzył się z pięściarzami znacznie cięższymi. Rozpoczął karierę zawodowego boksera w 1900 w Kalifornii. W ciągu kilku lat zdobył uznanie i 29 kwietnia 1904 w San Francisco spotkał się w walce o mistrzostwo świata w kategorii półśredniej z obrońcą tytułu Joe Walcottem. Walcott przeważał w pojedynku, ale w ostatniej 20 rundzie arbiter ogłosił dyskwalifikację Walcotta i zwycięstwo Dixie Kida, mimo że cios Walcotta wydawał się prawidłowy. Jak się później okazało, arbiter postawił pieniądze na wygraną Dixie Kida. Pomimo porażki Walcott nadal był uważany za mistrza świata, choć Dixie Kid uważał, że to on jest mistrzem jako zwycięzca walki.
W 1904 Dixie Kid stoczył jeszcze m.in. walkę no decision z „Philadelphia” Jackem O’Brienem i zremisował z Young Peterem Jacksonem. W 1905 walczył tylko trzy razy, a w 1906 raz. Później odbywał karę więzienia za pobicie. Na ring powrócił we wrześniu 1908. W tym czasie zapomniano już o jego roszczeniach do tytułu mistrza świata. 28 września 1909 przegrał przez poddanie po 5. rundzie z Samem Langfordem, który był uważany za „kolorowego” mistrza świata w wadze ciężkiej. W walce rewanżowej 10 stycznia 1910 Langford znokautował Dixie Kida w 3. rundzie.
W marcu 1911 Dixie Kid wyjechał do Europy i tam walczył do końca swojej kariery. 29 sierpnia tego roku w Trouville pokonał przez techniczny nokaut w 5. rundzie przyszłego mistrza świata wagi półciężkiej Georges’a Carpentiera. Walczył ze zmiennym szczęściem do 1915, a potem stoczył jeszcze po dwa pojedynki w 1918, 1919 i 1920.
Był autorem kilku patentów w latach 20., ale potem nadużywał narkotyków i popadł w nędzę. Zmarł po upadku z okna na drugim piętrze. Nie wiadomo, czy był to wypadek, czy samobójstwo.
Został wybrany w 2002 do Międzynarodowej Bokserskiej Galerii Sławy.